# José Billón Esterlich
José Billón Esterlich fue un militar español que participó en la guerra civil española.

## Biografía
Militar de carrera, tras el estallido de la Guerra civil se mantuvo fiel a la República. 
Durante algún tiempo ejerció como jefe del Estado Mayor del Ejército del Sur, con el rango de coronel —en sustitución de Pérez Gazzolo, que volvería a ocupar dicho cargo—. En junio de 1937 fue nombrado nuevamente jefe del Estado Mayor del Ejército del Sur. También ejerció el cargo de jefe Estado Mayor del IX Cuerpo de Ejército.
Posteriormente fue destinado a Menorca, donde será el jefe del Estado Mayor hasta agosto de 1937 en que es sustituido por el coronel Fernando Redondo Ituarte.
También ejerció como jefe de Estado Mayor del VIII Cuerpo de Ejército, con sede en Pozoblanco.